# 新疆柳叶菜
新疆柳叶菜（学名：Epilobium anagallidifolium）为柳叶菜科柳叶菜属下的一个种。